# Cyphostemma vandenbergheae
Cyphostemma vandenbergheae là một loài thực vật hai lá mầm trong họ Nho. Loài này được Malaisse & Matamba miêu tả khoa học đầu tiên năm 1990.